# The Flamin' Groovies
The Flamin' Grooves son una banda estadounidense de rock fundada en 1965 por Ron Greco, Cyril Jordan y Roy Loney. Están considerados como uno de los grupos precursores del punk rock.

## Historia
The Flamin' Groovies se formaron en 1965 en la ciudad de San Francisco. A pesar de surgir en plena eclosión del movimiento hippie, el grupo se desmarcó por completo de las modas del momento apostando por un garage rock inspirado en el sonido de las bandas de la denominada British Invasion. La banda comenzó llamándose Chosen Few y posteriormente Lost & Found. Su primera grabación fue el EP “Sneakers”, disco que vendió bastante bien a nivel underground lo que les llevó a firmar con Epic para grabar su primer LP titulado “Supersnazz” (1969).
Supersnazz, contó con Jordan (guitarra, voz), Loney (guitarra, voz), George Alexander (bajo, armónica, voz), Tim Lynch (guitarra, armónica y voz) y Danny Mihm (batería). El disco no tuvo las ventas deseadas y la compañía acabó rescindiendo el contrato. Ficharon entonces por la discográfica Kama Sutra con la que lanzaron sus siguientes trabajos, Flamingo en 1970 y Teenage Head en 1971. 
Ese mismo año, Loney dejó la banda y fue reemplazado por el cantante y guitarrista Chris Wilson , quien, junto con Jordan, condujo al grupo hacia uno sonido abiertamente power pop. The Flaming Groovies se convirtieron en un grupo de culto en Europa, especialmente en España, Francia, Alemania y Reino Unido. En 1976, la banda se asoció con el productor británico Dave Edmunds, y grabaron el que sería su mayor éxito Shake Some Action. 
Tras Shake Some Action, la banda lanzó Now en 1978. Producido de nuevo por Edmunds, contó con la incorporación de Mike Wilhelm (ex Charlatans), que entró en sustitución de James Ferrell. El álbum combinaba temas propios con versiones de Byrds (“I’ll feel a whole lot better”), Rolling Stones (“Paint It Black”) o los Beatles (“There’s a Place”). Convertidos ya en un grupo revival del sonido sesentero, en 1979 publicaron Jumpin’ in the night, producido por el propio Jordan y que continuó en la misma línea que el anterior trabajo, combinando temas propios y versiones de clásicos de los 60.
Durante la década de los 80 se suceden recopilatorios y giras, con el grupo reducido a Jordan y Alexander como únicos supervivientes de la formación original. En 1987 lanzan One Night Stand y llegan a actuar en Barcelona ante unos centenares de personas que aguardaron la desbandada de las más de 70.000 que habían presenciado las actuaciones anteriores a cargo de artistas del mainistream del momento . Esta sería su última gran gira antes de su separación en 1992.
El 11 de septiembre de 2004 The Flamin’ Groovies reaparecieron para encabezar el cartel del Azkena Rock Festival en Vitoria (España).
La banda se reunió de nuevo en 2010 para colaborar en el álbum de Chris Wilson Love Over Money. 
En 2013, Jordan, Wilson y Alexander, reunidos por primera vez desde 1981, realizaron una serie de actuaciones por Australia invitados por la banda Hoodoo Gurus’. El 4 de mayo actuaron en The Elbo Room de San Francisco agotando todas las entradas en menos de 24 horas.

## Discografía

### Álbumes
- Supersnazz (septiembre 1969)
- Flamingo (julio de 1970)
- Teenage Head (abril de 1971)
- Shake Some Action (junio de 1976)
- Flamin' Groovies Now (junio de 1978)
- Jumpin' in the Night (julio de 1979)
- One Night Stand (julio de 1987)
- Rock Juice (septiembre de 1993)
- Fantastic Plastic (2017)

### EP
- Sneakers (1968)
- Grease (1973)
- More Grease (1974)
- The Gold Star Tapes (1984)
- Rockfield Sessions
- I'll Have a... Bucket of Brains (1995)

### Sencillos
- "Rockin' Pneumonia and the Boogie Woogie Flu" b/w "The First One's Free" (julio 1969)
- "Somethin' Else" b/w "Laurie Did It" (1970)
- "Have You Seen My Baby?" b/w "Yesterday's Numbers" (1971)
- "Teenage Head" b/w "Evil Hearted Ada" (agosto 1971)
- "Slow Death" b/w "Tallahassee Lassie" (junio 1972)
- "Married Woman" b/w "Get a Shot of Rhythm and Blues" (diciembre 1972)
- "You Tore Me Down" b/w "Him or Me" (1974)
- "I Can't Hide" b/w "Teenage Confidential" (1976)
- "Shake Some Action b/w "Teenage Confidential" (1976)
- "Teenage Head" (rerelease) b/w "Headin' for the Texas Border" (junio 1976)
- "Don’t You Lie To Me" b/w "She Said Yeah"; "Shake Some Action" (1976)
- "I Can't Explain" b/w "Little Queenie" (1977)
- "Move It" b/w "When I Heard Your Name" (UK, Aug 1978)
- "Absolutely Sweet Marie" b/w "Werewolves Of London"; "Next One Crying" (1979)
- "Sealed with a Kiss"
- "Baby Please Don't Go" (directo) b/w "Milk Cow Blues" (directo) (1987)
- "Scratch My Back" b/w "Carol" (2010; grabadas en 1971)

### Álbumes en vivo
- Slow Death, Live!
- Bucketful of Brains
- Flamin' Groovies '68
- Flamin' Groovies '70
- 68/70
- Rockin' at the Roundhouse (1993) (Live recordings from 1976 and 1978)
- Step Up (AIM, 1991)
- The Flamin' Groovies In Person (1971 live recording) (2006)

### Recopilatorios
- Still Shakin' (1976)
- los esperados (1978)
- Super Grease (1984)
- Groove In
- Groovies' Greatest Grooves (julio de 1989)
- California Born and Bred (1995)
- Supersneakers (1996)
- Yesterday's Numbers (1998)
- Grease: The Complete Skydog Singles Collection (1998)
- Slow Death (2002)
- Bust Out at Full Speed: The Sire Years (2006)
- At Full Speed... The Complete Sire Recordings (2006)
- This Band Is Red Hot (2008)